# Cooper Car Company

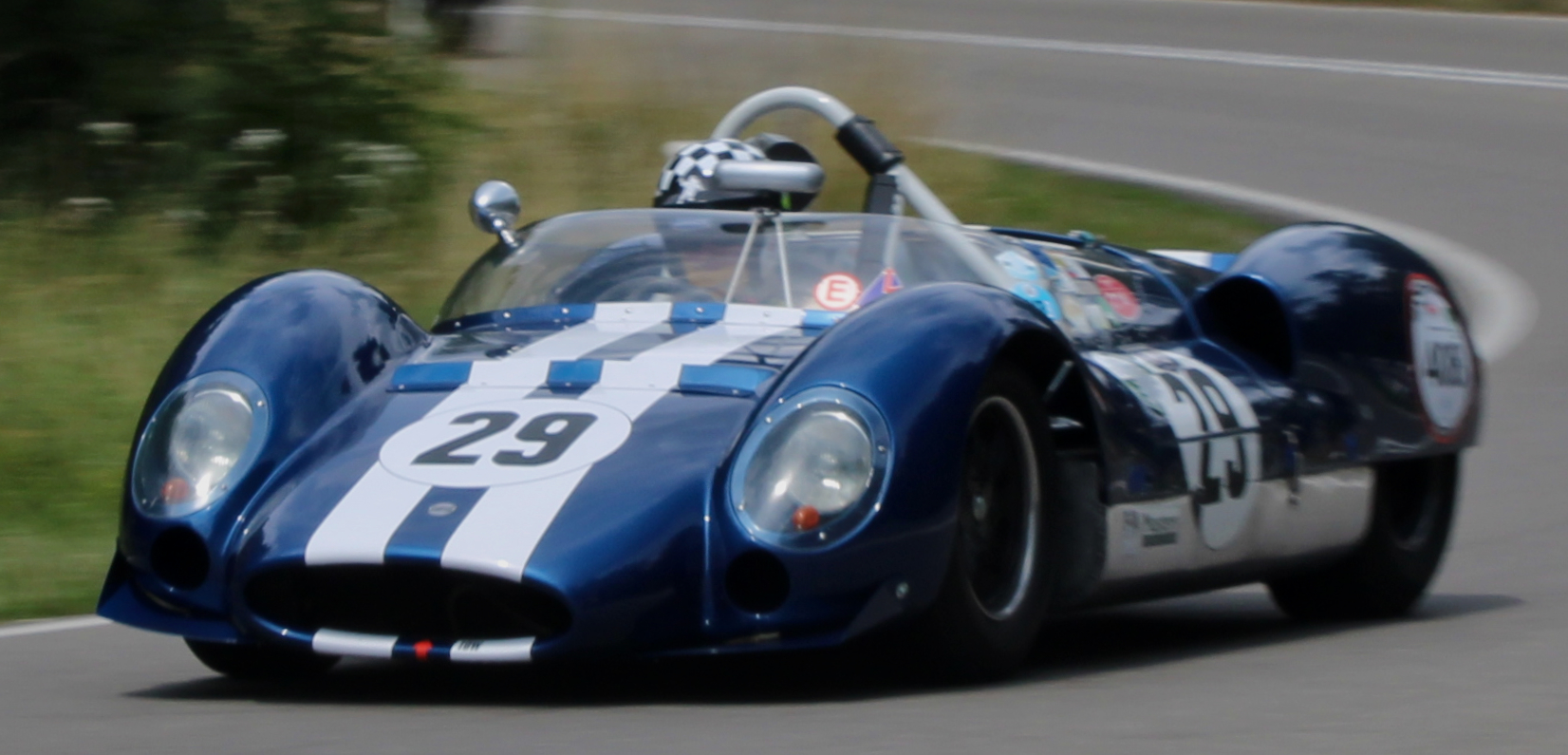
Cooper Monaco King Cobra T61M (1963)

Cooper Car Company — британський виробник автомобілів, заснований у грудні 1947 року Чарльзом Купером та його сином Джоном Купером. Разом із другом з дитинства Джона, Еріком Брендоном, вони почали зі створення гоночних автомобілів у невеликому гаражі Чарльза в Сурбітоні, графство Суррей, Англія, у 1946 році. Протягом 1950-х і початку 1960-х років вони досягли найвищого рівня в автоперегонах, будуючи одномісним автомобілі із заднім двигуном. Автомобілі змагалися як у Формулі-1, так і в Indianapolis 500, а їхній Mini Cooper домінував у ралійних гонках. Ім’я Cooper живе у версіях Cooper серійних автомобілів Mini, які виробляються в Англії, але тепер вони належать і продаються BMW.